# أوفك (ناقلة جنود مدرعة)
أوفِك (بالعبرية: אופק، الأفق) هي ناقلة جنود مدرعة ثقيلة ومركبة قيادة وسيطرة تخدم في الجيش الإسرائيلي. ترتكز المدرعة على هيكل دبابات ميركافا مارك 2 ومارك 3.

## التطوير
بدأ الجيش الإسرائيلي تطوير هياكل دبابات ميركافا مارك 2 ومارك 3 التي أصبحت خارج الخدمة إلى ناقلات جنود مدرعة ثقيلة في 2018 ضمن برنامج جدعون. حيث أُزيل البرج من الهيكل واستُبدل بمقصورة قتال محمية، بالإضافة إلى التحسينات والتعديلات لحمل الجنود. وكان الغرض الرئيسي من هذه الناقلات هو لأغراض القيادة والسيطرة في إطار تكتيكي قابل للمناورة.
جاء تصنيع أوفِك ضمن محاولات وزارة الدفاع الإسرائيلية إنتاج ناقلات جند مدرعة ثقيلة، بعد حادثة مقتل سبعة جنود من لواء جولاني خلال عملية الجرف الصامد جراء إصابة صاروخ مضاد للدبابات لناقلة جند مدرعة طراز بارديلاس في قطاع غزة في 2014. وقد زُود النموذج الأولي منها، بنظام تكييف هواء جديد، بحيث يمكن إجلاء الجنود المصابين بطريقة أكثر أماناً وكان أسرع بكثير من ناقلات الجنود المدرعة الأصغر حجماً مثل بارديلاس وزيلداس المرتكزة على المدرعة إم-113.
جرت تجربة النموذج الأولي للمدرعة عملياً لأول مرة خلال تدريب واسع النطاق للواء السابع التابع للفرقة 36 في وادي الأردن في 2015، وذلك كمركبة مدرعة لفريق القيادة والسيطرة التابع لقائد اللواء. وقد حازت المدرعة الجديدة ثناء رئيس الأركان العامة راف ألوف غادي أيزنكوت ونائبه اللواء يائير غولان، اللذين حضرا التدريب.
تعتزم إسرائيل تطوير عائلة كاملة من ناقلات الجنود المدرعة الثقيلة الجديدة معتمدة على هيكل الميركافا مارك 2. وتشمل هذه الآليات مركبات متخصصة؛ مثل مركبة اختراق حقول الألغام، ومركبة مراقبة وما إلى ذلك.

## المواصفات
زودت أوفِك ببنية فوقية جديدة من أجل زيادة المساحة الداخلية. وهي تحتفظ بنفس التصميم والمحرك المثبت في الأمام للدبابة ميركافا مارك 2. وتضم ناقلة الجنود المدرعة الثقيلة طاقماً من شخصين ويمكنها حمل حوالي 10 أفراد. تدخل القوات وتخرج من المركبة عبر الفتحة الخلفية الأصلية للدبابة ميركافا مارك 2. ومن الجدير بالذكر أن هذه الدبابة يمكنها حمل حوالي 10 جنود عند تفريغها من الذخيرة. كما تحتوي أوفِك على فتحات سقف. وهي مسلحة بمدفع رشاش عيار 7.62 ملم مثبت على السطح.
تعمل أوفِك بمحرك ديزل من نوع (تيليداين كونتيننتال إيه في دي إس 1790-6إيه) مبرد بالهواء، بقوة 908 حصان. ويقترن بناقل الحركة الأوتوماتيكي عشوت عسقلان ذو 4 سرعات. يوفر المحرك المثبت في الأمام حماية إضافية للطاقم والقوات.

## الخدمة العملية
لا يُعرف تحديداً تاريخ دخول أوفِك الخدمة، ربما في 2016. وخلال هذه السنة وما تلاها ظهرت أربع نسخ مطورة من أوفِك لأغراض مختلفة؛ مركبة القيادة والأركان «أوفِك بيكود» ومركبة نقل طبية، ومركبة محمية من الألغام، ومركبة إصلاح واستعادة تتبع سلاح الهندسة.
دخلت أوفِك قطاع غزة بتاريخ 9 أكتوبر 2023 خلال الاجتياح الإسرائيلي البري لقطاع غزة ضمن عملية السيوف الحديدية. أُبلغ عن أول إصابة لهذه المركبة عندما استهدفت كتائب القسام نسخة هندسية منها في رفح بصاروخ صيني موجه مضاد للدبابات طراز اتش ج -8 «السهم الأحمر» وذلك بتاريخ 24 يونيو 2024.